# C/2017 A3 Elenin
C/2017 A3 Elenin è una cometa periodica sebbene la denominazione la designi come cometa non periodica, ciò deriva dal fatto che il suo periodo di rivoluzione è superiore a 200 anni, limite convenzionale che separa le comete periodiche da quelle a lungo periodo incluse nelle comete non periodiche.
Caratteristica orbitale di questa cometa è di avere una MOID col pianeta Giove di sole 0,263 U.A..